# Cosa resterà (In a Song)
Cosa resterà (In a Song) è il decimo singolo del gruppo italiano Eiffel 65, pubblicato nel 2002 ed estratto dall'album Eiffel 65.

## Descrizione
Il brano presenta un ritornello in italiano, mentre le strofe sono in inglese.
Il ritornello risulta composto assemblando i titoli di varie canzoni di musica leggera italiane della seconda metà del ventesimo secolo, che hanno fatto la storia della musica italiana (Acqua azzurra, acqua chiara di Lucio Battisti, Albachiara di Vasco Rossi, Nel blu dipinto di blu di Domenico Modugno, Cosa resterà degli anni '80 di Raf, Centro di gravità permanente di Franco Battiato e Terra promessa di Eros Ramazzotti) e che si ricollegano al vissuto dell'infanzia e della prima giovinezza dei componenti del trio: non a caso, infatti, il tema affrontato dalla canzone è la capacità della musica di farsi portatrice di ricordi, sentimenti ed emozioni del tempo passato.
Il video si ricollega all'argomento della canzone: alternate a immagini del presente dei tre membri del gruppo, si vedono fotografie "d'epoca" della loro infanzia e della giovinezza risalenti agli anni settanta e ottanta.
La melodia della parte cantata del ritornello è ripresa da "Now Is Forever", contenuta nell'album di esordio degli Eiffel 65, Europop.
Il singolo ebbe un discreto successo in Italia, raggiungendo la posizione numero 12 della classifica italiana.

## Tracce
1. Cosa resterà (In a Song) (Gabry Ponte fm cut) – 6:48
2. Cosa resterà (In a Song) (Gabry Ponte edit) – 3:20